# Hank Marvin
Hank Marvin, pseudonimo di Brian Robson Rankin (Newcastle upon Tyne, 28 ottobre 1941), è un chitarrista britannico.
È leader del gruppo rock The Shadows, considerati la band britannica più influente prima dell'avvento dei Beatles. Deve la sua fama allo stile particolare definito espressivo e melodico, caratterizzato da un "tocco" sensibilissimo abbinato ad un uso magistrale dell'elettronica.
È stato l'ispiratore di musicisti come Eric Clapton, David Gilmour, Steve Hackett , Brian May, George Harrison, Frank Zappa, Mark Knopfler, Neil Young, Jeff Beck, Jean-Pierre Danel, Pete Townshend, Tony Iommi, Ritchie Blackmore, Andrew Latimer  e Dodi Battaglia.

## Biografia
Da giovane ha imparato a suonare il banjo e il piano, convertendosi alla chitarra il giorno in cui ha ascoltato un pezzo di Buddy Holly. All'età di 16 anni, partì per Londra con il suo amico Bruce Welch, e incontrò Cliff Richard al 2i's Coffee Bar di Soho. Fu a seguito di quell'incontro che incominciò la sua carriera di chitarrista professionista.
Hank Marvin è stato il proprietario della prima Fender Stratocaster venduta in Inghilterra, questo strumento ha largamente contribuito al suo successo e al particolare timbro che caratterizzava il suono delle sue esecuzioni. Questa chitarra è attualmente (2006) in possesso di Bruce Welch.
È doveroso precisare che la caratteristica essenziale del suono di Hank Marvin era dovuto all'utilizzo del celebre amplificatore Vox AC15 e in seguito del Vox AC30 ed i famosi echo Meazzi Echomatic e Binson Echorec, alla cui messa a punto ha poi contribuito. Questo amplificatore fu in seguito adottato da Beatles, Queen e Rolling Stones.
Parallelamente alla carriera con gli Shadows, Hank ha intrapreso anche quella di solista, dedicandosi a diversi stili e materiali, ha registrato duetti con Paul McCartney 1979, Brian May dei Queen, Mark Knopfler dei Dire Straits e suonato dal vivo nel 1989 al gigantesco concerto "Destination Dockland" a Londra, con Jean-Michel Jarre.
Malgrado uno scarso successo ottenuto negli Stati Uniti, viene citato da Frank Zappa come l'ispiratore di diverse sue composizioni.
Nel tour del 1994, tenuto nel Regno Unito, ha suonato con lui anche il figlio Ben Marvin.
Nel marzo 2007 è uscito un duo jazzy inedito degli Shadows dal titolo "Nivram", registrato da Hank Marvin e Jean-Pierre Danel, per l'album di quest'ultimo "Guitar Connection 2".
Hank Marvin è il compositore di numerosi brani, tra i quali FBI, Geronimo, Shindig, The Rise and Fall of Flingel Bunt, Nivram, Shadoogie, Foot Tapper (N°1 nel 1963) e parecchi altri per gli Shadows, e Cliff Richard come The Day I Met Marie,I Could Easily Fall in Love with You o In the Country.
Dal 1986, Hank Marvin vive a Perth, in Australia.